# Laborationssal

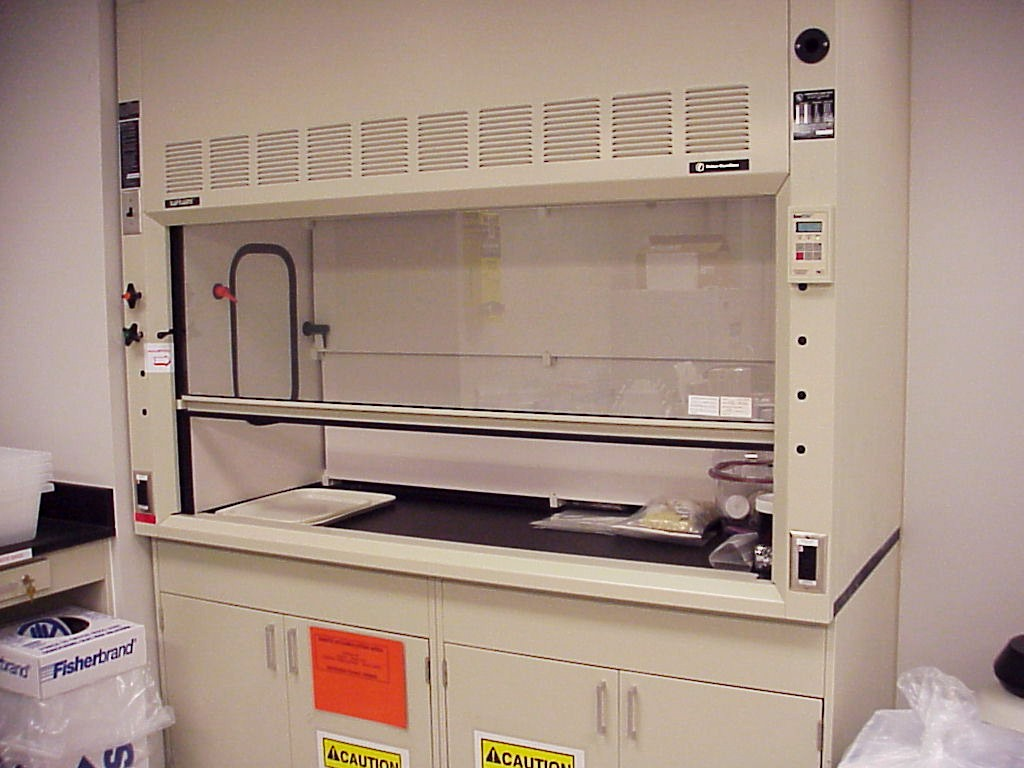
Modernt dragskåp.

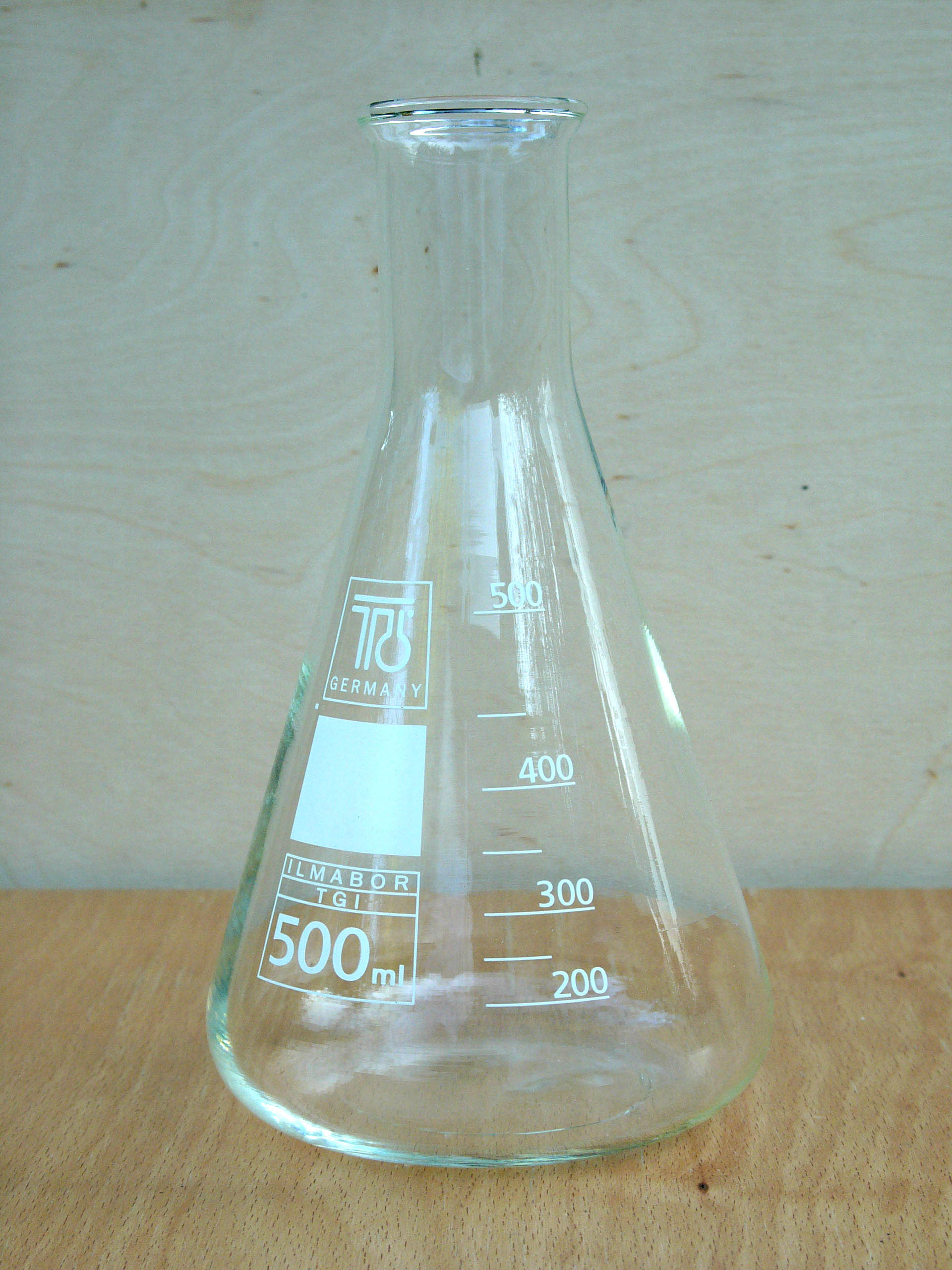
En erlenmeyerkolv (E-kolv).

Laborationssal är en skolsal som är byggd eller iordningställd i syfte att undervisa praktiskt i naturorienterande ämnen som kemi, fysik och biologi. Dock finns oftast en svart tavla eller whiteboardtavla för genomgångar med mera. För kemi brukar lokalen vara utrustad med dragskåp och slitagetåliga bänkar. Biologiska experiment brukar använda i stort sett samma utrustning som kemisalar. Elektriska labb kan vara utrustade med jordfelsbrytare och isolationstransformator samt utmärkande kabelkanaler med jordade eluttag. Även viss underordnad datorutrustning kan finnas för att till exempel styra automatik eller elektriska motorer. Det är av största vikt att alltid tänka igenom vad man gör eftersom allvarliga olyckor lätt inträffar i laborationsmiljö.

## Säkerhetsutrustning
- Skyddsglasögon
- Labbrock
- Ögondusch
- Handskar (ofta av vinyl eller nitril)

## Vanliga inventarier
- Oscilloskop
- Multimeter
- Provrör